# Lo Planell (Sant Romà d'Abella)
Lo Planell és una plana agrícola del terme municipal d'Isona i Conca Dellà, a l'antic terme de Sant Romà d'Abella, al Pallars Jussà. És al sud-oest del veïnat de les Masies de Sant Romà, del poble de Sant Romà d'Abella, a l'extrem oriental del Camp d'Abella i a l'entorn de la Torre de Baró.